# PLOS Neglected Tropical Diseases
PLOS Neglected Tropical Diseases o PLOS NTD de la Public Library of Science (PLOS) sobre enfermedades tropicales desatendidas" es una revista científica abierta, con sus artículos revisados por pares y dedicados a dichas enfermedades, que incluyen infecciones por gusanos, bacterias, virus, protozoos y hongos, endémicas en regiones tropicales. Los resúmenes de los artículos de PLOS Neglected Tropical Diseases (PLOS NTD) se incluyen y se indizan en PubMed y la Web de Ciencia. Es el séptimo y el más joven miembro de la familia Biblioteca Pública  de Revistas Científicas de Acceso Abierto (Biblioteca Pública de Ciencia).
Establecida en 2007 por el editor fundador Peter Hotez, con 1,1 millones de dólares estadounidenses ($) de subvención de la Fundación Bill y Melinda Gates, PLOS NTD se creó para ser "a la vez catalítica y transformadora en la promoción de ciencia, política, y acción para estas enfermedades de pobres."
Como todas las revistas de la Biblioteca Pública de Ciencia, PLOS NTD se financia cobrando a los autores una tarifa por publicar su artículo, y no acepta anuncios de compañías que venden fármacos o dispositivos médicos. En julio de 2008 la revista cobra a los autores 2 200 $ por publicar un artículo. Si los autores no disponen de ese dinero, la revista declina cobrarles. El uso y la reproducción de PLOS NTD están sujetos a una licencia de atribución Creative Commons, CC-BY. Los artículos pueden ser reusados en totalidad o en parte para cualquier propósito gratis o comercial; el contenido puede ser copiado, distribuido, o reusado.

## Métricas de revista
2022
- Web of Science Group : 4.411
- Índice h de Google Scholar: 143
- Scopus: 4.521